# DigiBLAST
DigiBLAST é uma consola portátil desenvolvida para crianças entre os 6 e 12 anos de idade. Foi lançada em 2005 pela Giochi Preziosi e permitia jogar, ver filmes, ouvir música (MP3) e tirar fotos com uma câmara de 1.3mpx, usando cartuxos como add-on.

## Jogos lançados[3]
- X-Men 2: Wolverine's revenge
- Spider-man: Mysterio's Menace
- Tony Hawk's Pro Skater 4
- Rayman 3: Hoodlum Havoc
- Pitfall: The Lost Expedition
- The Fast and The Furious + 2Fast2Furious
- Digiquad
- Freddi Fish
- Activision Anthology
- Counterpunch
- Superstar Chefs
- Gold Miner Joe
- Crazy Jack
- Gormiti Arena
- Gormiti 1: The Masters of Gorm Island
- Gormiti 2: Lotta Oscura
- Gormiti 3: Aggualo nella Valle
- SparkBlast
- Wade Hixton's Counterpunch
- Truckz
- X2: Wolverine's Revenge